# دو لا رو (دهانه)
دو لا رو یک دهانه برخوردی در ماه‌ است.